# Condado de Graham (Arizona)
O Condado de Graham é um dos 15 condados do estado americano do Arizona. A sede do condado é Safford, e sua maior cidade é Safford.
O condado possui uma área de 12 020 km² (dos quais 31 km² estão cobertos por água), uma população de 33 489 habitantes, e uma densidade populacional de 3 hab/km² (segundo o censo nacional de 2000).
O condado foi fundado em 1881.